# Оптички таласовод
Оптички таласовод је структура која спроводи и ограничава електромагнетски талас из оптичког дела спектра применом тоталне унутрашње рефлексије. Најчешћи типови оптичких таласовода су планарни диелектрични таласовод и оптичко влакно. Оптички таласоводи се користе као компоненте у интегрисаним оптичким колима или као преносни медијум информација у локалним (приступним) или у мрежама великих удаљености. Оптички таласоводи могу бити класификовани према њиховој геометрији (планарни, тракасти, као влакно), броју подржаних режима (мономодни, мултимодни) или према материјалу од кога су израђени (стакло, полимер или полупроводник).